# Stauranthera umbrosa
Stauranthera umbrosa là một loài thực vật có hoa trong họ Tai voi. Loài này được (Griff.) C.B. Clarke miêu tả khoa học đầu tiên năm 1874.